# 洛嘎
洛嘎（1938年12月29日—）藏族，西藏拉萨人，中华人民共和国官员、高级工程师。

## 生平
1956年9月至1959年9月，洛嘎在甘肃农业大学学习。1959年起，进入西藏澎波农场工作，历任技术员、生产科长、场长。在20多年的基层工作期间，洛嘎用藏文编写了许多畜牧技术教材，并开办多期培训班。
1982年，洛嘎调任西藏自治区农垦厅副厅长。其间，1982年至1983年，参加中共中央党校中青年干部培训班。1985年，调任西藏自治区机政办政策组副组长。1986年，调任拉萨市人民政府市长，任至1992年。1992年，调任西藏自治区科学技术委员会主任。